# Untergartelshausen
Untergartelshausen ist ein Gemeindeteil der Großen Kreisstadt Freising im oberbayerischen Landkreis Freising.

## Lage
Das Dorf liegt etwa drei Kilometer nördlich der Stadtmitte und durch ein Waldstück von der Stadt getrennt an der Straße nach Haindlfing in der Gemarkung Itzling. Östlich liegt Tüntenhausen, westlich durch ein ehemaliges Bundeswehrgelände getrennt Pettenbrunn. Nördlich liegt an der Hangkante zum Ampertal Itzling und westlich davon im Ampertal Haindlfing.

## Geschichte
Die Quellenlage zur frühen Geschichte von Untergartelshausen ist zweifelhaft, da jeweils auch das westlich von Freising gelegene Gartelshausen gemeint gewesen sein könnte. Untergartelshausen war ab 1818 Teil der Ruralgemeinde Haindlfing,  spaltete sich dann aber 1842 zusammen mit Itzling und drei weiteren Orten ab und bildete die Gemeinde Itzling. Seit der Gebietsreform in Bayern 1972 ist Untergartelshausen ein Gemeindeteil von Freising.